# منطقة مورتال
بتسيرك مورتال هي منطقة نمساوية في ولاية شتايرمارك في النمسا. تم اعتمادها كمنطقة في اليوم الأول من يناير بعد تقسيم منطقتي منطقة يودنبورغ ومنطقة كنيتلفيلد.
تحتوي منطقة مورتال على التجمعات السكانية التالية:
- فونسدورف
- Gaal
- غروسلوبمينغ
- هوهنتاورن
- يودنبورغ
- Knittelfeld
- Kobenz
- Obdach
- Pöls-Oberkurzheim
- Pölstal
- Pusterwald
- Sankt Georgen ob Judenburg
- Sankt Marein-Feistritz
- Sankt Margarethen bei Knittelfeld
- Sankt Peter ob Judenburg
- Seckau
- Spielberg bei Knittelfeld
- Unzmarkt-Frauenburg
- Weißkirchen in Steiermark
- Zeltweg